# أجاتشي أس سي أيه
أجاتشي أس سي أيه ( أجاتشي أس إي سابقًا) هي شركة قابضة يسيطر عليها رجل الأعمال الفرنسي برنارد أرنو ، مالك مجموعة أل في أم أش - مويت هنسي لوي فيتون ، من خلال شركتيه المملوكين له القابضة أجاتشي المالية و كريستيان ديور إس إي.
بالإضافة إلى أسهمه في أل في أم أش - مويت هنسي لوي فيتون، ولفترة من الوقت، في شركة ديور  ، تمتلك المجموعة حصصًا في شركات مختلفة بما في ذلك مجموعة كارفور (حتى سبتمبر 2021  ) وهيرميس من خلال أل في أم أش - مويت هنسي لوي فيتون وعدد كبير من الشركات. من خلال إل كابيتال و إل كابيتال آسيا (صندوق استثماري موجود حتى عام 2016)، وبابريك (من خلال أجاتشي المالية )، و أوروبا@ويب ، وهي شركة رأس المال الاستثماري التي تقدم خدمات حضانة الأعمال للشركات الناشئة والشركات النامية في قطاع تقانة المعلومات والاتصالات . ويقيم في باريس، فرنسا.
ال " مجموعة أرنو إس إي » هو الاسم القديم لـ " أغاتشي أس إي »، الشركة القابضة لبرنار أرنو، التي يسيطر عليها « مجموعة عائلة أرنو "، وسابقا من قبل الشركة القابضة" حامل » للممول البلجيكي ألبرت فرير. ال " مجموعة عائلة أرنو » ليس كيانًا قانونيًا، بل هو اسم المصالح المشتركة لعائلة أرنو,. ومن أجل ضمان اتساق إدارة مجموعة أل في أم أش - مويت هنسي لوي فيتون، قامت عائلة أرنو بتجميع مصالحها في مؤسسة محايدة للضرائب، وهي مؤسسة بروتكت إنفست البلجيكية.
سيحتوي أجاتشي أس إي أيضًا على 100 % من توماس بينك ،
ليزيكو ، المستثمر ، المجلة المالية ، الراديو الكلاسيكي ، إصدارات أس أي دي ، معرفة الفنون، 8.43 % من كارفور .
بمشاركة 50 % في شاتو شيفال بلانك، الذي تم تصنيعه في البداية في عام 1998 من قبل مجموعة أرنو إس إي مع ألبرت فرير، ثم تم نقله إلى أل في أم أش - مويت هنسي لوي فيتون في عام 2009.
في يوليو 1999 ، استثمرت مجموعة أرنو إس إي مبلغ 30 مليون دولار في نتفليكس، عندما كانت خدمة الفيديو حسب الطلب في مهدها. لم يأت استثمار برنار أرنو إلا بعد عمليات جمع التبرعات الثلاث الأولى التي قامت بها الشركة.
وفي يوليو 2021، تم تحويل الشركة العائلية القابضة، في شكل "شركة أوروبية" ، إلى شركة محدودة من أجل تسهيل النقل داخل العائلة  وأصبحت أجاتشي أس سي أيه.

## المساهمات في الشركات
- سيرفينيا
- أوروبا@ويب
- مشاركات كليبر
- جوجون القابضة أس ايه أس
- استثمارات جي ايه
- ساندرسون وسوفيز
- بانيجاي القابضة
- موينات
- بونت

## ملحوظات
1. ↑  « La Bourse adore Christian Dior » فالور آكتشوال  [لغات أخرى]‏, 21 avril 2010. نسخة محفوظة 2023-05-30 على موقع واي باك مشين.
2. ↑  "Agache cède sa participation de 5,7% dans Carrefour". La Tribune. مؤرشف من الأصل في 2023-04-21. اطلع عليه بتاريخ 2021-09-27.
3. ↑  Yann Philippin (23 يناير 2013). "De France en Belgique, sept ans de construction". Libération. مؤرشف من الأصل في 2023-05-30..
4. ↑  AMF (12-2011). "Décision et Information n° 211C2212". amf-france.org. Autorité des marchés financiers. مؤرشف من الأصل في 2020-07-17. اطلع عليه بتاريخ 8 septembre 2012. {{استشهاد ويب}}: تحقق من التاريخ في: |تاريخ الوصول= و|تاريخ= (مساعدة)
5. ↑  AMF (12-2011). "Décision et Information n° 211C2215". amf-france.org. Autorité des marchés financiers. مؤرشف من الأصل في 2020-07-17. اطلع عليه بتاريخ 8 septembre 2012. {{استشهاد ويب}}: تحقق من التاريخ في: |تاريخ الوصول= و|تاريخ= (مساعدة)
6. ↑  "Bernard Arnault revend Cheval Blanc à LVMH". Lesechos.fr. 2019_08-14. مؤرشف من الأصل في 2024-12-12. اطلع عليه بتاريخ 2021-03-02. {{استشهاد ويب}}: تحقق من التاريخ في: |تاريخ= (مساعدة)
7. ↑  Clémence Labasse (21 يونيو 2019). "Bernard Arnault est-il actionnaire de Netflix ?". Libération.fr. مؤرشف من الأصل في 2023-06-22. اطلع عليه بتاريخ 2019-11-27.
8. ↑  "Antoine Arnault, fils du milliardaire Bernard Arnault, nouveau directeur général de la holding qui contrôle LVMH". Le Monde.fr. 9 ديسمبر 2022. مؤرشف من الأصل في 2023-03-13. اطلع عليه بتاريخ 2022-12-09.
9. ↑  Dominique Muret (22 7 2022). "LVMH: Bernard Arnault prépare sa succession en réorganisant sa holding Agache". fr.fashionnetwork.com. مؤرشف من الأصل في 2024-06-14. اطلع عليه بتاريخ 12 12 2022. {{استشهاد ويب}}: تحقق من التاريخ في: |تاريخ الوصول= و|تاريخ= (مساعدة)

## مقالات ذات صلة
- إل كاترتون
- السوق الخلفي

1. ↑  Christian Dior Couture, au départ société sœur de LVMH est intégrée dans cette dernière en 2017.